# Duas Vidas (telenovela)
Duas Vidas é uma telenovela brasileira produzida e exibida pela TV Globo de 13 de dezembro de 1976 a 13 de junho de 1977, em 154 capítulos. Substituiu O Casarão e foi substituída por Espelho Mágico, sendo a 18ª "novela das oito" exibida pela emissora.
Escrita por Janete Clair, sob direção de Daniel Filho (também diretor geral), Jardel Mello e Gonzaga Blota, e codireção de Marco Aurélio Bagno.
Teve Betty Faria, Francisco Cuoco, Mário Gomes, Susana Vieira, Luis Gustavo, Sadi Cabral, Isabel Ribeiro e Vera Gimenez nos papéis centrais da história.

## Enredo
Uma rua no bairro do Catete, na cidade do Rio de Janeiro, é desapropriada para a construção de uma linha do metrô. A partir daí, a novela acompanha a história dos moradores, o recomeço de suas vidas alteradas pelo progresso da cidade, suas relações familiares e amorosas.
Um dos moradores mais antigos, o Grego, seu Menelau (Sadi Cabral), é alfaiate e pai de três filhos: Tomás (Cecil Thiré), Sônia (Isabel Ribeiro) e Oswaldo (Luís Gustavo). Após a desapropriação, este vê-se obrigado a morar em um apartamento juntamente com Tomás, a nora, Leda Maria (Betty Faria), e o neto, Téo (Carlos Poyart).
Ciumento, após uma discussão com Leda Maria em um baile de carnaval, Tomás sai irritado do salão de festas e acaba sendo atropelado, acidente que provoca sua morte. Leda Maria (Betty Faria) envolve-se simultaneamente com o dr. Victor Amadeu (Francisco Cuoco), filho de sua amiga Rosa (Elza Gomes), um médico idealista que atende gratuitamente aos moradores da redondeza, e com Dino César (Mário Gomes), aspirante a cantor e paixão de adolescência da moça. O triângulo amoroso complica-se quando Dino se aproxima de Cláudia (Susana Vieira), também uma jovem viúva e filha do proprietário de uma gravadora. Enquanto Dino ascende na carreira fonográfica, Leda batalha para se harmonizar com a família do ex-marido, criar o filho, apesar das dificuldades, e esquecer sua antiga paixão por Dino. No fim, depois de muitos desencontros, Leda vive um amor maduro com Victor.
Fracassando em sua tentativa profissional, Dino quer recomeçar a vida e reatar o noivado com Leda, como se nada tivesse acontecido. Ao mesmo tempo, utiliza-se de todos os subterfúgios possíveis para seguir o almejado sucesso como cantor. Através de uma farsa, aproxima-se de Cláudia, diretora da gravadora, e acaba por se juntar a ela, atingindo seu objetivo. Mas, ao mesmo tempo em que Cláudia tem poderes para consagrar Dino César, ela também pode acabar com sua carreira.

## Elenco
| Interprete         | Personagem                |
| ------------------ | ------------------------- |
| Betty Faria        | Leda Maria Gusmão         |
| Francisco Cuoco    | Victor Amadeu             |
| Mário Gomes        | Dino César                |
| Susana Vieira      | Cláudia                   |
| Luis Gustavo       | Oswaldo Gusmão            |
| Sadi Cabral        | Menelau Gusmão (Grego)    |
| Isabel Ribeiro     | Sônia Gusmão              |
| Stephan Nercessian | Maurício                  |
| Elza Gomes         | Rosa Amadeu               |
| Neuza Amaral       | Sarah                     |
| Flávio Migliaccio  | Túlio                     |
| Alberto Perez      | Raul Barbosa              |
| Heloísa Helena     | Virgínia                  |
| Hélio Ary          | Dário Sena                |
| Ruth de Souza      | Elisa                     |
| Arlete Salles      | Gilda                     |
| Laura Soveral      | Leonor Oliveira           |
| Moacyr Deriquém    | Heitor                    |
| Christiane Torloni | Juliana                   |
| Glória Pires       | Letícia (Lelê)            |
| Antônio Ganzarolli | Jorge                     |
| Augusto Olímpio    | Edgar Oliveira            |
| Yaçanã Martins     | Shirley                   |
| Nívea Maria        | Hebe                      |
| Zezé Motta         | Jandira                   |
| Vera Gimenez       | Zuleika Aguiar            |
| Milton Moraes      | Alexandre                 |
| Isolda Cresta      | Vera                      |
| Jayme Barcellos    | Geraldo                   |
| Suzana Faini       | Ana Paula                 |
| Cleyde Blota       | Roberta                   |
| Dary Reis          | Barros                    |
| Ana Ariel          | Henriqueta Xavier         |
| Sérgio Fonta       | Renato                    |
| Myrian Rios        | Maria Aparecida (Cidinha) |
| Diogo Vilela       | Sandrinho                 |
| Carlos Poyart      | Téo                       |

### Participações especiais
- Cecil Thiré - Tomás Gusmão
- Alfredo Murphy - Osmário
- Antonio Ganzarolli - Jorge
- Francisco Moreno – Eugênio Matta
- Leda Borba - Francisca
- Luís Vasconcelos - José
- Navarro Puppin – Luis Carlos
- Renata Rayan - Maria
- Samantha Schüller – Sandra
- Sílvio Fróes - Braga
- Vera Paes - Nádia
- Eliano Medeiros - Vilar (par da Juliana)

## Produção
Dando continuidade à fase mais realista de sua carreira, iniciada em Fogo Sobre Terra e sacramentada no ano anterior com o arrebatador sucesso de Pecado Capital, Janete Clair, em Duas Vidas, provaria definitivamente que também dominava as artimanhas do folhetim moderno, conferindo, ao lado de Lauro César Muniz, um movimento inovador ao horário das 20 horas, que ela mesma consagrara anteriormente. 
Para escrever a novela, a autora se inspirou em uma tragédia ocorrida na vida real.
Em Duas Vidas, Janete Clair voltou a lutar contra a censura. A novela chegou a ser considerada subversiva, pois criticava o metrô carioca, que era uma obra do Governo Federal). Além disso, o relacionamento amoroso entre Sônia (Isabel Ribeiro) e Maurício (Stepan Nercessian) também não foi bem visto, sendo tachado de atentado contra a moral e os bons costumes, obrigando a autora a casar os dois personagens (o que não estava previsto no roteiro).
O personagem cantor Dino César passou a ser cantor também na vida real: o ator Mário Gomes gravou um disco, incluindo uma música na trilha sonora da novela (Chiclete e Cabochard). E cantor com marca registrada: o colar de contas brancas que o personagem usava tornou-se moda nacional.
Duas Vidas foi a primeira aparição, em novelas, das atrizes Christiane Torloni e Yaçanã Martins. Esta última, aliás, ainda viveria outra Shirley numa novela das oito: a empregada doméstica de Osmar (Antonio Fagundes) e Eloá (Débora Duarte) em Corpo a Corpo.
A novela, que originalmente teria 151 capítulos, foi concluída em 154, por problemas de saúde de Francisco Cuoco.
A telenovela foi marcada pelos seus conturbados bastidores. Um dos acontecimentos foi um caso entre Mário Gomes e Betty Faria, que era casada com Daniel Filho, o diretor da novela. Ele ficou tão abalado com a situação que abandonou seu cargo, passando a direção da novela para Gonzaga Blota e Jardel Mello por volta do capítulo 41.

## Exibição
Foi reprisada em um compacto, entre 5 e 30 de janeiro de 1981, em 20 capítulos e sendo substituída por O Astro.

## Música

### Nacional
1. "Menina dos Cabelos Longos" - Agepê (tema de Osvaldo)
2. "Vá, Mas Volte" - Ângela Maria (tema de Leda e Vitor)
3. "Sorte Tem Quem Acredita Nela" - Fernando Mendes (tema de Osvaldo)
4. "Paralelas" - Vanusa (tema de Leda)
5. "Contrastes" - Jards Macalé
6. "Chiclete e Cabochard" - Mário Gomes (tema de Dino)
7. "Deixa" - Bandits of Love (tema de abertura)
8. "Olhos Nos Olhos" - Agnaldo Timóteo (tema de Cláudia)
9. "Choro Chorão" - Martinho da Vila
10. "Cuide-se Bem" - Guilherme Arantes (tema de Juliana)
11. "Levante Os Olhos" - Sílvio César
12. "Duas Vidas" - Sônia Burnier (tema de Leda e Téo)
13. "As Rosas Não Falam" - Beth Carvalho (tema de Sônia e Maurício)
14. "Cinco Companheiros" - Paulinho da Viola

### Internacional
1. "I Never Cry" - Alice Cooper
2. "My Dear" - Manchester (tema de Leda e Vitor)
3. "Let's Be Young Tonight" - Jermaine Jackson (tema de Osvaldo)
4. "Lost Without Your Love" - Bread (tema de Vitor)
5. "Été d’Amour" - Jean Piérre Posit (tema de Sônia e Maurício)
6. "Golden Years" - David Bowie
7. "So Sad The Songs" - Gladys Knight & the Pips (tema de Osvaldo e Naná)
8. "Quizás, Quizás, Quizás" - Los Indios
9. "You're So Tender" - Chrystian (tema de Cláudia)
10. "Tonight's The Night" - Rod Stewart
11. "Phoenix" - Norman Connors
12. "Jamie (My Love)" - Camilo Sesto (tema de Juliana)
13. "I Need You Now" - Dennis Gordon (tema de Leda e Dino)
14. "One Love In My Lifetime" - Diana Ross
15. "Nice'n Slow" - John Blackinsell
16. "Rotísse na Máthis " - Voskopoulos (tema de Menelau)